# Moviment perpetu

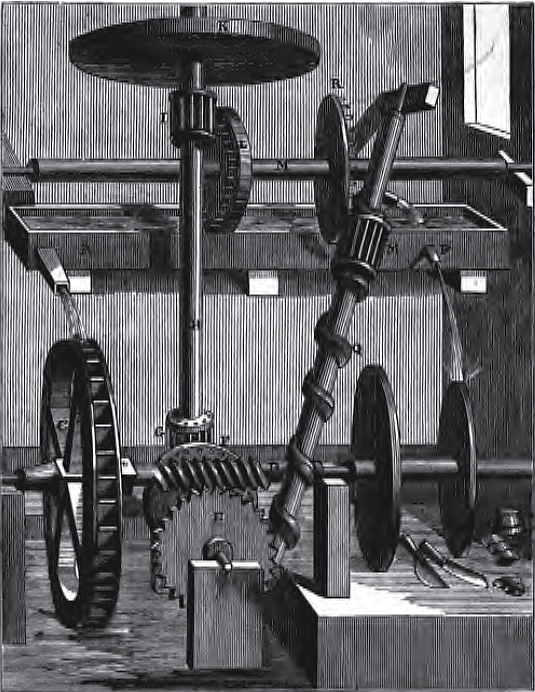
Màquina de moviment perpetu de Robert Fludd (1618). Encara que aquesta màquina podria no haver funcionat realment, la seva intenció era la de bombar aigua.

El moviment perpetu és el concepte imaginari del moviment que continua indefinidament, sense aturar-se, sense cap font d'energia externa. Això és físicament impossible, perquè sempre es perd energia útil a causa del moviment, per la fricció (fregament) i altres causes. El terme mòbil perpetu sovint es fa servir per a descriure una màquina de moviment perpetu del primer tipus, "una màquina hipotètica, la qual, una vegada activada, podria continuar funcionant i produint treball" indefinidament sense entrada d'energia externa a aquesta. El concepte de moviment perpetu viola la primera llei de la termodinàmica o la segona llei de la termodinàmica.
Existeixen en la natura casos d'aparent moviment perpetu, però aquests moviments no són veritablement perpetus. Per exemple, el moviment de rotació dels cossos celestes com són els planetes pot semblar perpetu, però estan realment subjectes a moltes forces com són el vent solar, el medi interestel·lar, la resistència, la gravetat, la radiació tèrmica i la radiació electromagnètica.
El flux del corrent elèctric en un bucle superconductor pot ser perpetu i podria ser usat com un medi d'emmagatzemar energia, però seguint el principi de conservació de l'energia la font de l'"output" d'energia podria ser, de fet, originada per l'"input" d'energia amb el qual prèviament s'havia carregat.
Malgrat que el fet que els aparells de moviment perpetu són físicament impossibles, intentar arribar al moviment perpetu roman popular.